# Кригер
Кригер је измишљени лик из телевизијских серија „Отписани”, из 1974. и „Повратак отписаних”, из 1978. године. Такође се појављује и у истоименим филмовима „Отписани” и „Повратак отписаних”.
Лик су створили аутори ових серија Драган Марковић и Синиша Павић.
Тумачио га је глумац Стево Жигон, који је својом одличном глумом допринео да овај лик постане један од најпознатијих негативаца југословенске кинематографије.

## Опис лика
Кригер је мајор Гестапоа чији је задатак да уништи покрет отпора у Београду. Иако је потчињен пуковнику Милеру, чији је помоћник, доста је самосталан у својим акцијама. Тесно сарађује са Крстом Мишићем шефом Специјалне полиције, иако га не сматра превише способним.
Кригер је Немац, фолксдојчер из Бечкерека и пре рата је радио као трговачки помоћник. Од првог појављивања, Кригер се истиче својом озбиљном и строгом фигуром, као и добро припремљеним манирима бескрупулозног официра.
Након ослобођења Београда, октобра 1944. године, Кригер остаје илегално у граду са намером да врши саботаже и диверзије, али га у томе спречавају и потом убијају главни ликови серије — Прле и Тихи.
По њему се зове последња 13-а епизода серије „Повратак отписаних”.

## Историјска подлога
Серија „Отписани” настала је према истоименој књизи Драгана Марковића, који је за време рата био један од београдских илегалаца, а касније заточеник логора на Бањици. Помоћник управника логора био је Петер Кригер, фолксдојчер из Црвенке, који се истицао у мучењу логораша. Стварајући лик мајора Кригера, Марковић и Синиша Павић су овај лик повезали са стварним Кригером и дали му његово име, као и неколико особина. Такође, прави Кригер је пре рата радио у Београду као трговачки помоћник у Митићевој робној кући.
Како би лик мајора Кригера био што уверљивији, с обзиром да прави Кригер није био превише важна личност у окупационом систему власти, а напредовао је на место помоћника управника логора само због своје окрутности, аутори серије су морали потражити још неку историјску подлогу за свој лик. У овоме им је умногоме послужио СС мајор Гестапоа Карл Краус. Он је био новинар и у Београд је дошао још 1939. године, као представник Трећег рајха. У Београду је био и за време војног пуча 27. марта, као и за време краткотрајног Априлског рата. Након уласка окупационих снага у Београд, одмах се прикључио Оперативној команди и потом био постављен за шефа Команде Београда и био је директно подређен СС пуковнику Хансу Хелму, који је био шеф београдског Гестапоа.
За разлику од Петера Кригера који је био фолксдојчер, Карл Краус је био судетски Немац. Сматран је за стручњака за српска питања и познавање прилика и људи у Србији, па је стога представљао једног од главних људи Гестапоа. Директно је водио акције против Јевреја у Београду и Србији и био организатор логора Топовске шупе. У Београду је остао све до октобра 1941. када је повучен у Немачку. Иако га је Државна комисија за ратне злочине прогласила кривим и тражила његово изручење Југославији, он није изручен, а његова даља судбина је непозната.
Веродостојности лика злогласног мајора Гестапоа допринела је и чињеница да је глумац Стево Жигон током Другог светског рата био заточен у концентрационом логору Дахау, где је имао прилику да се упозна са окрутним методама и понашањем официра Гестапоа. Током боравка у логору он је научио немачки језик, па је и то знатно допринело успешности овог лика, који се по многима сматра једним од најупечатљивијих негативних ликова југословенске и српске кинематографије.